# 漁港漁場整備法
漁港漁場整備法 （ぎょこうぎょじょうせいびほう、昭和25年5月2日法律第137号）は、漁港に関する法律である。通称、漁港法。
漁港の整備および維持管理を目的としていた法律（漁港法）として制定されたが、2002年（平成14年）4月1日の改正により環境配慮や漁村の振興が目的に加えられたほか、地方分権推進の観点から地方公共団体が主体的に事業展開ができるようにされた。また、沿岸漁場整備開発法の漁場の整備・開発事業に関する部分が分離・統合され、漁港漁場整備長期計画が策定されるようになった。
主務官庁は水産庁漁港漁場整備部整備課で、農林水産省農村振興局地域整備課、国土交通省海事局総務課および港湾局港湾経済課と連携して執行にあたる。

## 構成
- 第1章 総則（第1条~第5条）
- 第2章 漁港の指定（第6条）
- 第2章の2 漁港漁場整備基本方針（第6条の2）
- 第2章の3 漁港漁場整備長期計画（第6条の3~第6条の4）
- 第3章 水産政策審議会（第7条~第16条）
- 第4章 特定漁港漁場整備事業（第17条~第24条の2）
- 第5章 漁港の維持管理（第25条~第39条の5）
- 第6章 雑則（第40条~第44条の2）
- 第7章 罰則（第45条~第47条）
- 附則